# Verkhnelebiàjie
Verkhnelebiàjie (en rus: Верхнелебяжье) és un poble de l'óblast d'Astracan, a Rússia, segons el cens del 2014 tenia 374 habitants.